# Dieter Kastrup
Dieter Kastrup (* 11. März 1937 in Bielefeld; † 11. März 2025 in Bad Godesberg) war ein deutscher Jurist und Diplomat. Er war von 1990 bis 1995 Staatssekretär im Auswärtigen Amt und 1990 Leiter der Delegation der Bundesrepublik Deutschland bei den Verhandlungen zum Zwei-plus-Vier-Vertrag zwischen der Deutschen Demokratischen Republik und der Bundesrepublik Deutschland sowie Frankreich, den Vereinigten Staaten, dem Vereinigten Königreich und der Sowjetunion, dessen Abschluss die deutsche Einheit ermöglichte.

## Leben

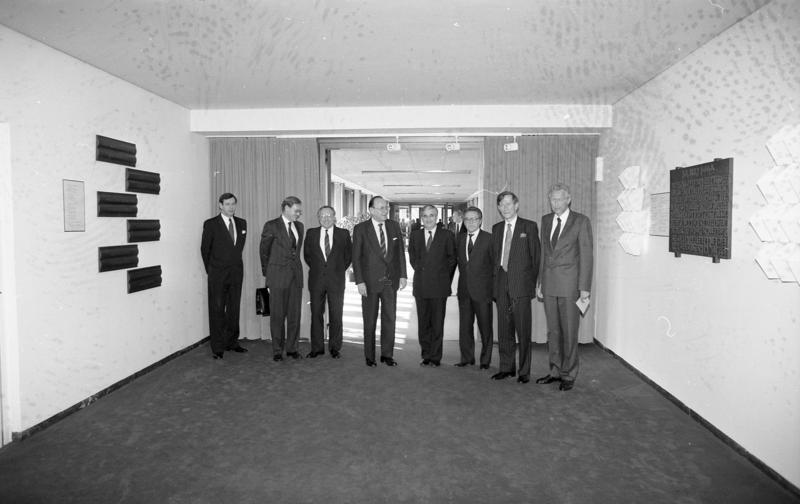
Dieter Kastrup (rechts) bei einer Zusammenkunft im Auswärtigen Amt in Bonn nach der Vereinbarung der Zwei-plus-Vier-Gespräche

Dieter Kastrup wurde als Sohn des Steuerberaters Fritz Kastrup (1905–1945) und dessen Frau Margarete, geb. Müller, in Bielefeld geboren und wuchs bei den Großeltern in Häger (heute ein Ortsteil von Werther/Westfalen) auf. Nach dem Besuch des Bielefelder Helmholtz-Gymnasiums wechselte Kastrup mit Beginn der Oberstufe auf das Städtische Neusprachliche Gymnasium in Köln-Nippes, an dem er im Februar 1956 das Abitur ablegte. Seit dem Sommersemester 1956 studierte er Rechtswissenschaften an der Universität zu Köln, bestand 1960 vor dem Justizprüfungsamt des Oberlandesgerichts Köln die erste juristische Staatsprüfung und wurde 1961 bei Walter Erman in Köln mit einer Arbeit über Die Verpflichtungs- und Verfügungsbeschränkungen der Zugewinngemeinschaft zum Dr. jur. promoviert.
Anschließend war Kastrup im Auswärtigen Dienst mit Stationen unter anderem an den Botschaften in Rio de Janeiro, Teheran, Washington, D.C. und Rom beschäftigt. Ab 1980 leitete Kastrup das Referat des Auswärtigen Amtes in Bonn, das für „Berlin und Deutschland als Ganzes“ zuständig war.
Die politische Entwicklung in Deutschland ab November 1989 mit der Forderung nach möglichst baldiger Wiedervereinigung machte Kastrup zum entscheidenden Mann im Hintergrund. Von Ende Januar 1991 bis 1994 war er Staatssekretär im Auswärtigen Amt. Als Ministerialdirektor an der Seite von Bundesminister Hans-Dietrich Genscher und Leiter der deutschen Delegation bereitete Kastrup auf Beamtenebene die Zwei-plus-Vier-Gespräche der Außenminister der beiden deutschen Staaten und der vier Hauptsiegermächte des Zweiten Weltkrieges über die äußeren Gesichtspunkte der Herstellung der deutschen Einheit vor. Maßgeblich beteiligt war Kastrup auch an der Ausarbeitung des deutsch-sowjetischen Partnerschaftsvertrages.
Von 1994 bis 1998 war Kastrup Deutscher Botschafter in Italien. Von 1998 bis 2001 war Kastrup ständiger Vertreter bei den Vereinten Nationen in New York. Von 2000 bis 2008 war er Vorsitzender des Kuratoriums der Stiftung „Erinnerung, Verantwortung und Zukunft“. Von November 2001 bis September 2002 war er als Nachfolger von Michael Steiner außen- und sicherheitspolitischer Berater des Bundeskanzlers. Nach dem Erreichen der Altersgrenze ging Kastrup Ende September 2002 in den Ruhestand und Bernd Mützelburg folgte auf ihn.

## Engagement
- Am 11. April 2008 wurde Kastrup für vier Jahre in den Vorstand von UNICEF Deutschland gewählt.
- Er war Mitglied im Präsidium der Deutschen Gesellschaft für die Vereinten Nationen.[4]
- Von 2000 bis 2008 war Kastrup vom Bundeskanzler bestellter Vorsitzender des Kuratoriums der Stiftung „Erinnerung, Verantwortung und Zukunft“ in Berlin.[5][6]

## Auszeichnungen
- 1990: Großes Verdienstkreuz der Bundesrepublik Deutschland
- 1995: Großes Verdienstkreuz mit Stern der Bundesrepublik Deutschland
- 1998: Großkreuz des Verdienstordens der Italienischen Republik

## Schriften
- Die Verpflichtungs- und Verfügungsbeschränkungen der Zugewinngemeinschaft (Dissertation, Universität Köln 1961).
- Die Zwei-plus-Vier-Verhandlungen. „Die äußeren Aspekte der Herstellung der deutschen Einheit“. In: Ferdinand Bitz/Manfred Speck (Hrsg.): 30 Jahre Deutsche Einheit: „Wir sind dabei gewesen“. Lau Verlag, Reinbek 2012, S. 135–148.